# كاساس ديل كاستانيار
بلدية كأساس ديل كاستانيار (بالإسبانية: Casas del Castañar)‏، هي بلدية تقع في مقاطعة قصرش والتي تقع في منطقة إكستريمادورا، غرب إسبانيا.
يبلغ عدد سكانها 671 نسمة وفقاً لإحصائية سنة (2002).